# Crystal City (Manitoba)
Crystal City é uma vila de Manitoba, no Canadá. A cidade foi criada em 1879, por  Thomas Greenway.